# کیک گوگلوپف
کیک گوگلوپف (به آلمانی: Gugelhupf)،کیک کوگلوف (به فرانسوی: kouglof)، نوعی کیک حلقه‌ای طرح‌دار یا کیک ماربل است. در داخل این کیک بادام و کشمش و دیگر انواع آجیل مخلوط شده و در قالب مخصوص کیک‌های مخمری پخته شده و معمولاً با شکر تزئین می‌شود. این کیک شیرینی سنتی قسمت شمال شرقی کشور فرانسه، ناحیهٔ آلزاس است. در این ناحیه پختن این کیک در صبح روزهای یکشنبه رایج است. این کیک محبوب ماری آنتوانت بوده‌است و گفته می‌شود که هنگام ازدواج این کیک را از اتریش با خود به فرانسه آورده‌است.